# S. R. Bailey & Company

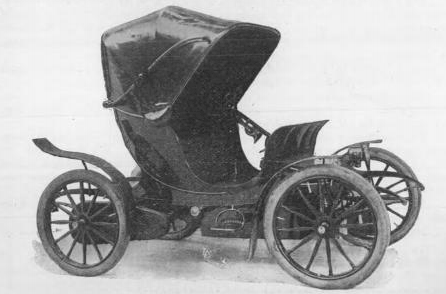
Bailey von 1908

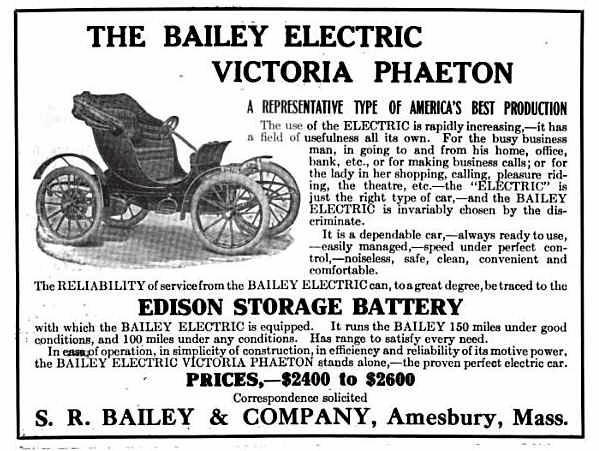
Anzeige von 1911

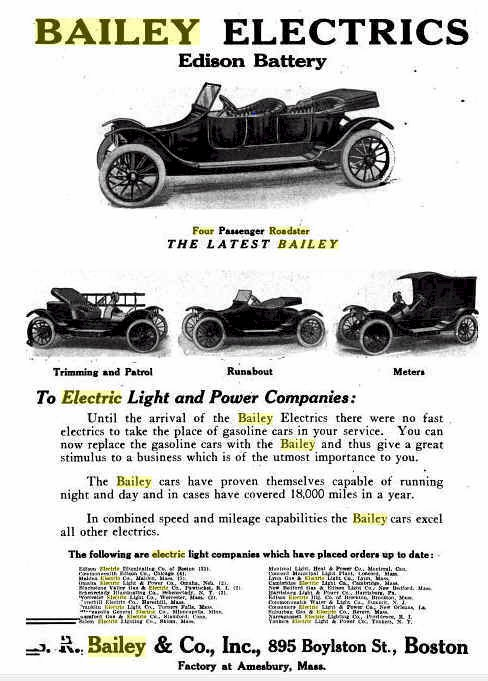
Anzeige von 1913

S. R. Bailey & Company war ein US-amerikanischer Hersteller von Automobilen.

## Unternehmensgeschichte
Das Unternehmen aus Amesbury in Massachusetts stellte ursprünglich Karosserien her. 1907 begann die Produktion von Automobilen. Der Markenname lautete Bailey, evtl. mit dem Zusatz Electric 1916 endete die Produktion, als das Unternehmen in Bankrott ging.
Es gab keine Verbindung zur Bailey Automobile Company, die den gleichen Markennamen verwendete.

## Fahrzeuge
Im Angebot standen Elektroautos.  Die Motorleistung der Elektromotoren ist nicht überliefert. Die Reichweite war mit 128 bis 160 km bei einer konstanten Geschwindigkeit von 25 km/h angegeben. Die Batterien waren unterhalb der Karosserie montiert.
Anfänglich gab es nur einen Queen Victoria genannten Phaeton. Das Fahrgestell hatte von 1908 bis 1909 193 cm Radstand, von 1910 bis 1911 201 cm Radstand und von 1912 bis 1913 208 cm Radstand.
Von 1912 bis 1913 ergänzte ein Roadster mit 269 cm Radstand das Sortiment.
1914 standen drei Modellreihen im Sortiment. Das Model E war ein zweisitziger Roadster mit 208 cm Radstand und das Model EVP ein zweisitziger Victoria mit dem gleichen Radstand. Das Model F gab es nur als Roadster. Auf 284 cm Radstand bot er Platz für zwei Personen und auf 335 cm Radstand Platz für vier Personen.
1915 beschränkte sich das Angebot auf das Model F. Genannt sind nun ein dreisitziges Cabriolet mit 208 cm Radstand, ein zweisitziger Roadster mit 284 cm Radstand sowie ein viersitziger Tourenwagen mit 335 cm Radstand.
1916 gab es das Model F nur noch als zwei- und viersitzige Roadster mit 284 cm bzw. 335 cm Radstand.
Zwischen 1912 und 1914 entstanden auch Nutzfahrzeuge.

## Modellübersicht
| Jahr      | Modell    | Radstand (cm) | Aufbau                 |
| --------- | --------- | ------------- | ---------------------- |
| 1908–1909 |           | 193           | Queen Victoria Phaeton |
| 1910–1911 |           | 201           | Queen Victoria Phaeton |
| 1912–1913 |           | 208           | Queen Victoria Phaeton |
| 1912–1913 |           | 269           | Roadster               |
| 1914      | Model E   | 208           | Roadster 2-sitzig      |
| 1914      | Model EVP | 208           | Victoria 2-sitzig      |
| 1914      | Model F   | 284           | Roadster 2-sitzig      |
| 1914      | Model F   | 335           | Roadster 4-sitzig      |
| 1915      | Model F   | 208           | Cabriolet 3-sitzig     |
| 1915      | Model F   | 284           | Roadster 2-sitzig      |
| 1915      | Model F   | 335           | Tourenwagen 4-sitzig   |
| 1916      | Model F   | 284           | Roadster 2-sitzig      |
| 1916      | Model F   | 335           | Roadster 4-sitzig      |